# Аламудунський район
Аламудунський район (кирг. Аламүдүн району) — адміністративна одиниця у складі Чуйської області Киргизстану, що оточує Бішкек — столицю держави.
Адміністративним центром району є село Лебединівка.

## Адміністративний поділ
До складу району входять такі великі населені пункти: Лебединівка, Ленінське, Молдованівка, Байтик.
Адміністративно район розділений на аїльні округи, до складу яких входять сільські населені пункти:
- Ак-Дебенський аїльний округ: с. Кайирма (центр), Молдованівка
- Ала-Арчинський аїльний округ: с. Мраморне (центр), Рассвєт
- Аламудунський аїльний округ: с. Аламудун, Садове
- Арашанський аїльний округ: с. Арашан, Татир
- Аїльний округ Байтик: с. Байтик, Арчали, Байгельди, Баш-Кара-Суу, Кашка-Суу
- Васильєвський аїльний округ: с. Виноградне (центр), Васильєвка, Польове, Привольне
- Грозденський аїльний округ: с. Гроздь, Ат-Баши, Бірдик, Вторая П'ятилітка, Лісне
- Кара-Джигацький аїльний округ: с. Кара-Джигач
- Кок-Джарський аїльний округ: с. Кек-Джар
- Лебединівський аїльний округ: с. Лебединівка, Восток, Дачне
- Ленінський аїльний округ: с. Ленінське, Константинівка, Микан
- Маєвський аїльний округ: с. Маєвка
- Нижньо-Аларчинський аїльний округ: с. Нижня Ала-Арча
- Октябрьський аїльний округ: с. Октябрьське, Луб'яне, Чуйське
- Пригородний аїльний округ: с. Пригородне, Озерне, Степне, Достук
- Таш-Дебенський аїльний округ: с. Таш-Дебе, Бер-Булак, Заречне, Малинівка, ім. Суйменкула Чокморова (Чон-Таш)
- Таш-Мойнокський аїльний округ: с. Кой-Таш, Беш-Кунгей, Горна Маєвка, Кизил-Бірдик, Подгорне, Прохладне, Таш-Мойнок

## Відомі уродженці
- Алмазбек Атамбаєв — президент і прем'єр-міністр Киргизстану
- Даркуль Куюкова — акторка театру й кіно, народна артистка СРСР
- Суйменкул Чокморов — актор кіно, народний артист СРСР